# Aprosmictus
A remetepapagáj (Aprosmictus) a madarak osztályának papagájalakúak (Psittaciformes) rendjébe, a szakállaspapagáj-félék (Psittaculidae) családjába és a szakállaspapagáj-formák (Psittaculinae) alcsaládjába tartozó nem.

## Rendszerezés
A nembe az alábbi fajok tartoznak:
- Timori remetepapagáj (Aprosmictus jonquillaceus)
- Skarlátszárnyú remetepapagáj (Aprosmictus erythropterus)